# Kuah
Kuah ist die Distrikthauptstadt der Insel Langkawi im Bundesstaat Kedah im Nordwesten von Malaysia. Sie ist der Eintrittspunkt für alle, die mit der Fähre entweder vom Festland oder von der Nachbarinsel Penang kommen. Die Stadt ist um den Fährhafen gebaut, der größere Touristenströme für Langkawi anzieht. Im Laufe der Jahre wurde Kuah durch den touristischen Erfolg immer größer und interessanter für Besucher von Langkawi.
Der Name ‘Kuah’ kommt aus dem Malaiischen für „steinig“. Eine Legende besagt, dass sich die Stadt auf neuem Land erhob, das aus dem Kampf zweier Giganten mit Felsblöcken entstand.
Kuah hat ein breites Angebot von Hotels, jedoch keine Ferienanlagen, weil die Stadt keinen geeigneten Badestrand aufweist. Das Nachtleben von Kuah besteht im Wesentlichen aus dem Besuch von Restaurants, die zumeist auf Meeresfrüchte spezialisiert sind. Es gibt jedoch auch einige Bars und Gaststätten, die sich zumeist in Hotels befinden.
Kuah bietet einige Möglichkeiten und Attraktionen an, die einen Aufenthalt trotz des Mangels an Strand- und Nachtleben interessant machen. Kuah lebt als Insel-Kapitale vor allem von den Einkaufsgelegenheiten und den Restaurants, Fast-Food-Angeboten und den Handwerkerläden, die sich bis zum Horizont erstrecken.

## Attraktionen
Während die Stadt Kuah selbst mehr Einkaufszone ist, gibt es rund um Kuah weitere Attraktionen zu besuchen. Die meisten von ihnen sind Erholungsparks und Plätze, an denen ein freundlich kühlender Wind vom Meer weht.

### Dataran Lang
Dataran Lang oder ‘Eagle Square’ (Adler-Platz) ist ein großes Monument in der Form eines Seeadlers, der gerade von einem Felsen abfliegt. Diese gewaltige, 12 Meter hohe Statue begrüßt Besucher, die zum Fährhafen Kuahs kommen. Der Adler ist das Symbol von Langkawi; der Name „Langkawi“ ist vom malaiischen Wort für Adler abgeleitet. Der Platz ist mit Teichen, Brücken und Terrassen gestaltet und wird so zu einem angenehmen Aufenthalt, um über die See zu schauen.

### Taman Lagenda
Taman Lagenda oder Lagenda Park ist eine Erholungszone, die dem Erbe Langkawis an Fabeln und Mythen gewidmet ist. Der Park belegt eine Fläche von 50 Hektar neugewonnenen Landes und hat etwas von einem Open-Air-Museum, gestaltet mit vielen blühenden Blumen. Obstbäume stehen entlang der Wege und der Teiche, die den Park zieren.
Innerhalb der blühenden Vegetation hat der Park 17 Skulpturen, die die vielen Legenden abbilden, die sich um Langkawi ranken, wie das Duell der zwei Giganten, aus denen Mat Cincang und die Raya-Berge entstanden, mythische Vögel und Märchen von Prinzessinnen. Zusätzlich gibt es vier künstlich angelegte Seen und einen eigens angelegten Strand, um die pittoreske Szene zu komplettieren. Der Park ist von frühmorgens bis in die Nacht geöffnet und vom Fährhafen aus fußläufig zu erreichen.

### CHOGM-Park
Ein weiterer Park in Kuah ist der CHOGM-Park. Er wurde erbaut, um an das Regierungstreffen im Commonwealth zu erinnern, das 1989 in Malaysia stattfand. Langkawi war Rückzugs- und Erholungsareal für die Regierungsvertreter, die an dem Treffen teilnahmen. Auch heute noch zeigt der locker mit Bäumen bepflanzte Park die Flaggen aller beteiligten Nationen, ein guter Platz zum Spazierengehen und sich auszuruhen.

### Al-Hana-Moschee

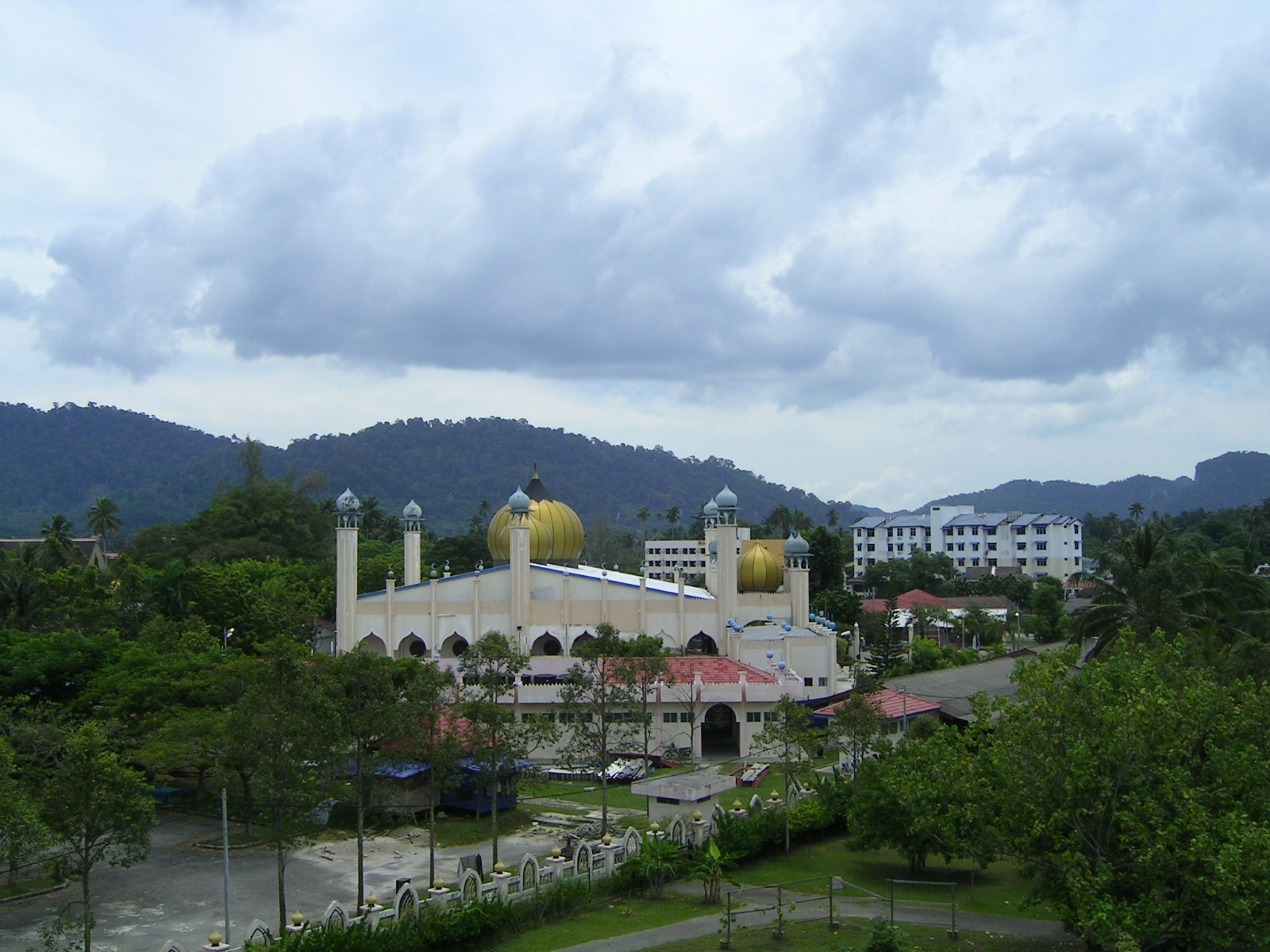
Al-Hana-Moschee 2007

Die Al-Hana-Moschee ist eine der größten und populärsten Moscheen der Insel. Sie liegt an gut zugänglicher Stelle in Kuah, um sowohl muslimische Feiern abzuhalten als auch Besucher zu empfangen, die sich für ihre Architektur interessieren. Diese majestätische Moschee zeigt Motive und Schnitzereien aus Usbekistan zusammen mit traditionellen malaiischen Elementen. Auch hat die Moschee einen sentimentalen Wert für Langkawi, weil sie 1959 vom ersten malaysischen Ministerpräsidenten Tunku Abdul Rahman eröffnet wurde.

## Shopping
Langkawi wurde innerhalb Malaysias als zollfreie Zone ausgewiesen. Die Stadt Kuah hat daher die höchste Konzentration von Einkaufscentern und Geschäften, die Güter des Bereichs Duty-Free und Souvenirs verkaufen. Insbesondere hat das Duty-Free-Angebot drastisch niedrigere Preise für alle alkoholischen Getränke zur Folge. Bier kostet zum Beispiel nur ein Sechstel des Mainland-Preises.

### Jetty Point Mall, Fährhafen-Einkaufszentrum
Die Jetty Point Mall erfreut sich eines strategischen Ortes als eigener Teil des Fährhafens. Dies macht sie zu einer häufig nachgefragten Einkaufsgelegenheit, um in letzter Minute vor dem Ablegen von Fährschiffen zum Festland noch schnell einzukaufen. In der Einkaufs-Mall sind viele Läden und auch Schnellrestaurants wie KFC und Starbucks mit freiem WLAN-Zugang zu finden.

### Langkawi Fair Shopping Mall (Langkawi-Messe-Einkaufszentrum)
Die Langkawi Fair Shopping Mall ist eines der größten Einkaufscenter auf Langkawi mit mehr als 100 individuellen Läden und Supermärkten mit Kaufhausabteilungen. Gekauft werden können hier Duty-Free-Artikel, Souvenirs, Mode, Sportausrüstung und Elektronik-Artikel. Andere Möglichkeiten sind Schnellrestaurants, Geldwechsel und ein Informationsschalter für Touristen.

### Teow Soon Huat
Teow Soon Huat ist ein großes Duty-free-Einkaufszentrum mit über 40 Läden, acht Essensanbietern einschließlich eines Rondells mit Imbissbetrieben (”food gallery”), einem Kaufhaus mit Abteilungen und einem Supermarkt, der frische, gefrorene und in Dosen verpackte Lebensmittel anbietet. Er ist einer der populärsten Einkaufsareale von Kuah, obschon er an der Peripherie des Ortes Kuah Town liegt. Der Markt ist mit Haushaltswarenläden, Elektronik-Angeboten und Tabak-, Alkohol-, Modeläden, Koffer et cetera familienorientiert, alles zu Duty-Free-Preisen. Der Service schließt Geldwechsel ein und einen Touristen-Informationsschalter. Das einzige Kino Langkawis ist hier in der 10. Etage untergebracht. Man findet in mehreren Ebenen ausreichenden Parkraum.

### Saga Shopping Center
Das Saga Shopping Center ist ein weiteres der vielen auf Langkawi etablierten Einkaufs-Komplexe. Es bietet eine breite Palette von Haushaltswaren sowie Wein, Bier, Alkoholika, Konfektion, getrocknete Lebensmittel und Tabakwaren zu Duty-Free-Preisen. Spielzeug, Schuhe, Keramik- und Kristallwaren runden das Angebot ab.

### Zentrum von Kuah
Unter den vielen Läden in Kuah Town finden sich weitere, die Tabak und Alkoholika sowie Kleidung anbieten.